# あきと
あきと（2001年8月21日 - ）は、日本のマジシャン、タレントである。
東京都出身。吉本興業東京本社（東京吉本、厳密には子会社のよしもとクリエイティブ・エージェンシー）所属。

## 芸風・人物
- YouTubeに動画をアップしたところ、テレビ番組スタッフの目に留まり、番組出演することになった。
- フリーランスの時に「スーパーキッズ」「スーパー小学生」「天才小学生マジシャン」として10本以上のテレビ番組に出演したことから、ジャニーズ事務所含め複数の大手芸能事務所からスカウトがあった。最終的には「世界で活躍するマジシャンになりたい」との本人の強い希望から、2011年12月に10歳でよしもとクリエイティブ・エージェンシーに所属を決めた。なお、同社では入社当時に小学生であることへの配慮と既に数多くのメディアで活躍している実績があることなどから、「芸人」ではなく「文化人」に分類されている。
- 得意なマジックはミリオンカード、ファンカードなどのカードマニピュレーションやカードフラリッシュ。
- 2013年より、よしもとの先輩であるデッカチャンとユニットを組んで活動を開始。
- 吉本総合芸能学院（通称：NSC）やNSCジュニアの出身ではないが、2011年所属のため、東京16期と大阪33期は同期にあたる。
- 札幌吉本所属のリングリンデ・まひろとは同期であるだけでなく、同学年である。

## 出演

### テレビ
- はなまるマーケット（2011年1月21日、2013年8月16日、TBS）「本上まなみの口コミラボ」のコーナーに出演。「今日の目玉」のコーナーにスタジオ生出演。
- AKBINGO!（2011年7月6日、日本テレビ）AKB48の指原莉乃にマジックを指導。
- スッキリ!!（2011年8月4日、日本テレビ）スタジオ生出演
- おはスタ645（2011年8月8日、テレビ東京）「夏休み特別企画　スーパーキッズはだれだ!」
- 知っとこ!（2011年8月13日、毎日放送）「すご技!スーパー小学生ベスト7」で第1位に選ばれる。
- 爆笑 大日本アカン警察（2011年8月28日、フジテレビ）
- クイズ!ヘキサゴンII（2011年9月7日、フジテレビ）
- ZIP!（2011年11月14日、日本テレビ）TOKIOの山口達也から「ジャニーズに入らないかい?マジシャン1号タレントで」と誘われる。
- ピラメキーノ（2011年11月14日、テレビ東京）
- TokYo,Boy（2012年1月8日・1月14日、TOKYO MX）
- 世界まる見え!テレビ特捜部（2012年1月16日、日本テレビ）
- フジテレビに出たい人TV（2012年7月30日、フジテレビ）カスペ!でセロと戦わせたい小学生
- That'sミーハーテイメント!! 流行りん♥モンロー!（2012年8月20日、関西テレビ）
- スッキリ!!テリー伊藤のマジックホリデー（2013年2月11日、日本テレビ）
- 日本テレビ開局60年特別番組 日本一テレビワラチャン! U-20お笑い日本一決定戦〜1億3000万人の頂上決定戦〜（2013年3月2日、日本テレビ）
- AKB映像センター（2013年6月30日・9月8日、フジテレビ）兒玉遥「コダマジック」、AKB48「恋するフォーチュンクッキー AKB映像センターSTAFF Ver.」
- 森田一義アワー 笑っていいとも!（2013年8月8日、フジテレビ）
- 森田一義アワー 笑っていいとも!増刊号（2013年8月11日、フジテレビ）
- みんなDEどーもくん!（2013年9月8日・12月17日、2014年2月16日・3月25日、NHK BSプレミアム）
- スクール革命!（2013年9月8日、日本テレビ）
- お願い!ランキング（2013年11月4日、テレビ朝日）
- 劇場版アニメ「名探偵コナン 異次元の狙撃手」公開記念 福士蒼汰 vs パックン 謎の対決勝負!（2014年4月27日、日本テレビ）
- ノンストップ!（2015年8月10日、フジテレビ）
- ミルクチャポン（TBS）

### 舞台・ライブ
- 震災支援元気になろうプロジェクト 落語会&マジックショー＠片品村
- 花咲おらあの文化祭
- 耕心館クリスマスマジックナイト
- 所沢お笑いフェス ダンス&マジックショー
- 第6回よしもとみどり寄席
- 吉本興業presents総合エンタテインメントマジックディナーショー
- 日本科学未来館 レセプション
- パンダディスコ vol.3
- 神保町花月「こわっぱ」
- パンダディスコ vol.4
- パンダディスコ vol.5
- スーパー小学生マジシャンあきととマジック芸人タネンチュ国場（ちんぺい）のマジでぇ〜マジック教室
- 第8回スノーフェスタ in 志賀高原
- パンダディスコ vol.6
- なんばグランド花月「THE 舶来寄席への道」
- めざましテレビPRESENTS「T-SPOOK」

### 映画
- MG-2416（2013年3月24日、よしもとクリエイティブ・エージェンシー）子供ヒットマン 役

### 書籍・雑誌
- 小学四年生 2月号（2012年1月、小学館）インタビュー記事掲載
- 超（スーパー）小学生（2012年2月、小学館）インタビュー記事掲載
- 美術ぷらす（2012年12月、国民みらい出版）インタビュー記事掲載[1]

### その他
- EZニュースEX コンテンツ（テレビ朝日の宇佐美佑果にマジックレクチャー）